# Cristina Gómez Arquer
Cristina Gómez Arquer, född 22 mars 1968 i Barcelona, är en spansk tidigare handbollsspelare. Hon spelade som aktiv 277 landskamper, näst flest för Spaniens damlandslag.

## Klubblagskarriär
Cristina Gómez började sin karriär inom elithandbollen i Castelldefels Sports Handball 1986-1987 men spelade nästan hela sin professionella karriär från 1987 i Mar Valencia, en klubb med många namn, fram till säsongen 2004-2005. Med klubben vann hon Champions League 1997, Cupvinnarcupen 2000 och det spanska mästerskapet. Med Mar Valencia vann hon femton ligatitlar och fler än tio spanska cuptitlar.

## Landslagskarriär
Cristina Gómez debuterade 1986 i landslaget. Hon spelade för Spanien i tre VM-turneringar (1993, 2001, 2003), tre EM-turneringar (1998, 2002, 2004) och även i tre Medelhavsspel. Under sina 277 landskamper gjorde hon 897 mål för det spanska landslaget. Gómez anses var en av föregångarna i den spanska damidrotten i OS. Hon deltog vid OS 1992 i Barcelona, där Spanien placerade sig på 7:e plats, och vid OS 2004 i Aten, där det spanska laget nådde kvartsfinal och slutade på 6:e plats.Hon deltog i tre Medelhavsspel i Aten 1991 och i Languedoc 1993 vann hon i båda fallen vann hon ett brons med Spanien. 2001 vann hon silver i medelhavsspelen.